# Mistrzostwa Świata w Narciarstwie Alpejskim 2023
47. Mistrzostwa Świata w Narciarstwie Alpejskim – zawody sportowe, które odbywały się we francuskich ośrodkach narciarskich Courchevel i Méribel, w dniach 6–19 lutego 2023 roku. Były to piąte mistrzostwa świata rozgrywane we Francji, ale pierwsze w tych miejscowościach. W programie zawodów znalazło się po sześć konkurencji indywidualnych dla kobiet i mężczyzn: zjazd, supergigant, gigant, gigant równoległy, slalom oraz kombinacja. Rozegrano także mieszane zawody drużynowe.

## Medaliści

### Mężczyźni
| Konkurencja                 | Data      | Złoto                | Czas             | Srebro                  | Czas             | Brąz              | Czas         |
| Zjazd szczegóły             | 12 lutego | Marco Odermatt       | 1:47,05          | Aleksander Aamodt Kilde | 1:47,53          | Cameron Alexander | 1:47,94      |
| Supergigant szczegóły       | 9 lutego  | James Crawford       | 1:07,22          | Aleksander Aamodt Kilde | 1:07,23          | Alexis Pinturault | 1:07,48      |
| Kombinacja szczegóły        | 7 lutego  | Alexis Pinturault    | 1:53,31          | Marco Schwarz           | 1:53,41          | Raphael Haaser    | 1:53,75      |
| Slalom gigant szczegóły     | 17 lutego | Marco Odermatt       | 2:34,08          | Loïc Meillard           | 2:34,40          | Marco Schwarz     | 2:34,48      |
| Slalom szczegóły            | 19 lutego | Henrik Kristoffersen | 1:39,50          | AJ Ginnis               | 1:39,70          | Alex Vinatzer     | 1:39,88      |
| Gigant równoległy szczegóły | 15 lutego | Alexander Schmid     | Alexander Schmid | Dominik Raschner        | Dominik Raschner | Timon Haugan      | Timon Haugan |

### Kobiety
| Konkurencja                 | Data      | Złoto                 | Czas                  | Srebro            | Czas           | Brąz                               | Czas                    |
| Zjazd szczegóły             | 11 lutego | Jasmine Flury         | 1:28,03               | Nina Ortlieb      | 1:28,07        | Corinne Suter                      | 1:28,15                 |
| Supergigant szczegóły       | 8 lutego  | Marta Bassino         | 1:28,06               | Mikaela Shiffrin  | 1:28,17        | Cornelia Hütter Kajsa Vickhoff Lie | 1:28,39                 |
| Kombinacja szczegóły        | 6 lutego  | Federica Brignone     | 1:57,47               | Wendy Holdener    | 1:59,09        | Ricarda Haaser                     | 1:59,73                 |
| Slalom gigant szczegóły     | 16 lutego | Mikaela Shiffrin      | 2:07,13               | Federica Brignone | 2:07,25        | Ragnhild Mowinckel                 | 2:07,35                 |
| Slalom szczegóły            | 18 lutego | Laurence St-Germain   | 1:43,15               | Mikaela Shiffrin  | 1:43,72        | Lena Dürr                          | 1:43,84                 |
| Gigant równoległy szczegóły | 15 lutego | Maria Therese Tviberg | Maria Therese Tviberg | Wendy Holdener    | Wendy Holdener | Thea Louise Stjernesund            | Thea Louise Stjernesund |

### Drużynowo
| Konkurencja                     | Data      | Złoto | Srebro | Brąz                                                                 |
| Rywalizacja drużynowa szczegóły | 14 lutego | Stany Zjednoczone Nina O’Brien · River Radamus · Paula Moltzan · Tommy Ford · Katie Hensien · Luke Winters | Norwegia Kristin Lysdahl · Alexander Steen Olsen · Thea Louise Stjernesund · Timon Haugan · Maria Therese Tviberg · Leif Kristian Nestvold-Haugen | Kanada Valérie Grenier · Jeffrey Read · Britt Richardson · Erik Read |

## Tabela medalowa
| Lp. | Państwo           | złoto | srebro | brąz | razem |
| --- | ----------------- | ----- | ------ | ---- | ----- |
| 1.  | Szwajcaria        | 3     | 3      | 1    | 7     |
| 2.  | Norwegia          | 2     | 3      | 4    | 9     |
| 3.  | Stany Zjednoczone | 2     | 2      | 0    | 4     |
| 4.  | Włochy            | 2     | 1      | 1    | 4     |
| 5.  | Kanada            | 2     | 0      | 2    | 4     |
| 6.  | Francja           | 1     | 0      | 1    | 2     |
| 6.  | Niemcy            | 1     | 0      | 1    | 2     |
| 8.  | Austria           | 0     | 3      | 4    | 7     |
| 9.  | Grecja            | 0     | 1      | 0    | 1     |